# Kochanów (Neder-Silezië)
Kochanów is een dorp in de Poolse woiwodschap Neder-Silezië. De plaats maakt deel uit van de gemeente Kamienna Góra en telt 198 inwoners.